# Siarczan hydroksyloaminy
Siarczan hydroksyloaminy – nieorganiczny związek chemiczny będący solą hydroksyloaminy i kwasu siarkowego.
Związek drażniący, rakotwórczy i silnie toksyczny. Otrzymywany przez zobojętnienie hydroksyloaminy kwasem siarkowym.
Stosowany jako substrat do otrzymywania hydroksyloaminy (przez reakcję z zasadą i oddestylowanie wydzielającej się wolnej hydroksyloaminy pod zmniejszonym ciśnieniem) oraz jako odczynnik do syntez chemicznych.
1. ↑  Siarczan hydroksyloaminy, [w:] Classification and Labelling Inventory, Europejska Agencja Chemikaliów [dostęp 2021-10-10] (ang.).